# Амит (окръг, Мисисипи)
Окръг Амит (на английски: Amite County) е окръг в щата Мисисипи, Съединени американски щати. Площта му е 1896 km², а населението - 13 599 души (2000). Административен център е град Либърти (в превод Свобода).